# Mirt Zwitter
Mirt Zwitter (cvíter), koroškoslovenski pravnik,  kulturni, gospodarski in politični delavec, * 28. september 1917, Zahomec (nem. Achomitz), † 20. februar 2002, Celovec.

## Življenje in delo
Mirt (Martin) Zwitter, brat Francija Zwittra, bratranec Frana in Vinka Zwittra ter oče zgodovinarke Dane Zwitter poročene Tehovnik, je gimnazijo obiskoval v Celovcu, tedaj ustananovil in urejal dijaški list Zvezda, zaradi odločnega slovenstva (vodilni organizator narodnega gibanja med dijaki) bil po 6. razredu izključen iz dijaškega doma Marijanišče. Po končani gimnaziji je študiral pravo na univerzi v Innsbrucku (1936–1938) in Gradcu (1938–1939) in 1939 doktoriral. Z bratom Francijem sta bila tik pred anšlusom vodilna sodelavca v študentskem prenovitvenem gibanju med koroškimi Slovenci. Na pravni fakulteti na Dunaju je med 1939–1941 študiral še državoznanstvo. V letih 1940-1941 je služboval v tovarni papirja W. Koreska na Dunaju. Junija 1941 bil vpoklican v nemško vojsko (Wehrmacht), vendar kot nesposoben služil v zaledju, junija 1944 je bil premeščen v Ljubljano na vojaški urad za izdajo prepustnic in se tu povezal z OF. Po nalogu Borisa Kidriča je 11. maja 1945 odšel na Koroško in se vključil v politično delo. V letih 1945–1947 je bil v Celovcu pogodbeni uradnik pri koroški deželni vladi, 1947–1948 tajnik Slovenske prosvetne zveze (do 1954 še odbornik in do 1958 član nadzornega odbora), 1948–1949 pravni svetovalec in nato do upokojitve 1982 poslovodeči podpredsednik Zveze slovenskih zadrug v Celovcu. Sodeloval je še v Pokrajinskem odboru OF za Slovensko Koroško (do 1949), bil je tudi član Izvršnega odbora Demokratične fronte delavnega ljudstva in med snovalci Zveze slovenskih organizacij. 
Zwitter se je močno angažiral pri obnovi med zasedbo Avstrije razpuščenih kulturnih društev, zasnoval je osrednjo knjižnico Slovenske prosvetne zveze (SPZ), s posebno spomenico 1947 dosegel, da je SPZ začela sodelovati v slovenskih oddajah celovškega radia. Bil je med ustanovitelji revije Svoboda (izhajala 1948-1954), z ustanovitvijo Aule Slovenice (1975) je postavil temelje razstavno-galerijske dejavnosti med koroškimi Slovenci. Reševal je obstoj in premoženje celovškega Slovenskega šolskega društva ter vodil gradnjo dijaškega doma v Celovcu in kmetijske šole v Podravljah (nem. Föderlach) pri Beljaku. Bil je med soustanovitelji Zveze slovenskih izseljencev (1946) in izvedel popis premoženja izseljenih Slovencev. Po njegovi zaslugi se je slovensko zadružništvo močno razširilo in povezalo. Leta 1949 je dosegel sprejem posebnega zveznega zakona o ponovni vzpostavitvi slovenskih zadrug na Koroškem in na njegovi osnovi vodil obnovo 33 hranilnic in posojilnic, dveh blagovnih in treh  živinorejskih zadrug ter v obdobju 1948-1950 ustanovitev 9 novih kmečkih gospodarskih zadrug in 1964 dveh novih posojilnic. Zavzemal se je za sodelovanje z Narodnim svetom koroških Slovencev in bil 1955 soavtor skupne spomenice obeh slovenskih organizacij.
Zwitter je veliko pisal, največ o zgodovini koroškega slovenskega zadružništva, gospodarskih vprašanjih na južnem Koroškem, posebej v kmetijstvu in zadružništvu; najobsežnejši pa je njegov podlistek Južna Tirolska - manjšinski problemi Nemcev, ki je izhajal v  Slovenskem vestniku (1957-1959).